# Olaf Unverzart
Olaf Unverzart (* 1972 in Waldmünchen) ist ein deutscher Fotograf, Künstler und Dozent.

## Biografie
Olaf Unverzart wuchs als eines von drei Kindern auf dem elterlichen Bauernhof in Kritzenast in der Oberpfalz auf. Nach dem Abitur studierte er künstlerische Fotografie bei Joachim Brohm an der Hochschule für Grafik und Buchkunst Leipzig, der als einer der wichtigsten Vertreter der deutschen New Color Photography gilt. Seit dem Diplomabschluss ist er freischaffend tätig.

## Werk
Unverzart arbeitet oft parallel an mehreren fotografischen Langzeitstudien. Dabei ist seine heterogene Bildwelt von zwei großen fotografischen Feldern New Topography und Straightphotography geprägt.
Veröffentlichungen seit 1996 in diversen deutschen und internationalen Magazinen wie ZeitMagazin, Greenpeace Magazin, Süddeutsche Zeitung Magazin, Rouleur, Geo, Tank, Mondial u. v. m.
Im Jahre 2009 war er wöchentlicher Bildkolumnist für das ZeitMagazin.
Seit 2022 ist er regelmäßiger Mitarbeiter des Magazins Kursbuch.
Unverzarts Arbeiten sind in mehreren öffentlichen Sammlungen vertreten.
Mit der Galerie Oechsner, Nürnberg arbeitet er seit 2010 zusammen. Außerdem sind seine Arbeiten bei der Galerie Kleindienst, Leipzig und Jordanow, München, erhältlich.
2022 erhielt Unverzart den Kulturpreis Bayern für sein bisheriges Werk.

## Lehre
Unverzart lehrte von 2006 bis 2009 an der Akademie der Bildenden Künste Nürnberg, von 2011 bis 2023 am Mozarteum Salzburg Fotografie und Bildtheorie. Außerdem 2017, 2018, 2022 und 2024 an der Hochschule München im Fachbereich Fotodesign und Architektur.
An zahlreichen weiteren Hochschulen und Institutionen im In- und Ausland hielt er Vorträge und Workshops.

## Privatleben
Unverzart lebt mit seiner Familie in München und der Oberpfalz.

## Auszeichnungen und Stipendien (Auswahl)
- 2002 DAAD Reisestipendium für Kuba
- 2005 Publikationsförderung der Stiftung Kunstfonds
- 2006 Deutscher Fotobuchpreis Silber
- 2009 Förderpreis der Stadt München Sparte Fotografie
- 2009 Projektstipendium der VG Bild-Kunst
- 2010 artist in residence, La Brea Matrix, Los Angeles, USA
- 2010 lead award in Gold
- 2010 Deutscher Fotobuchpreis Gold
- 2011 artist in residence, Goethe Institut, Vilnius, Lithuania
- 2014 artist in residence, Villa Massimo / Casa Baldi, Rom, Italien
- 2016 lead award in Gold
- 2018 Projektstipendium der VG Bild-Kunst
- 2022 Kulturpreis Bayern

## Bücher und Kataloge (Auswahl)
- 2010 Hijacked Volume 02, Big City Press, Australia, ISBN 978-0-9807878-0-1.
- 2010 Mapping Worlds, Foto Triennale, Esslingen, ISBN 978-3-86984-135-9 (Katalog)
- 2011 Atlas der paradoxalen Mobilität, Friedrich von Borries (Hg), Merve Verlag, Berlin, ISBN 978-3-88396-304-4.
- 2012 Undisziplinierte Bilder / Fotografie als dialogische Struktur, Transcript Verlag, Bielefeld, ISBN 978-3-8376-1491-6.
- 2013 Centenary Tour de France, Rouleur (Hg), Bloomsbury, London, ISBN 978-1-4729-0080-7.
- 2013 Concrete Poetry, Emscher Fotosammlung, Kunstmuseum Bochum (Katalog)
- 2014 The Story of Pop, Karl Bruckmaier, Murmann Verlag, Hamburg (Hg), ISBN 978-3-86774-338-9.
- 2015 Gesichter des Verschwindens, H2 Museum für Gegenwartskunst, Augsburg (Katalog)
- 2018 Politics of Design. Design of Politics, Friedrich von Borries, Koenig Books, Berlin, ISBN 978-3-96098-467-2.
- 2020 Negro, Karl Bruckmaier (Hg), Murmann Verlag, Hamburg, ISBN 978-3-96196-136-8.
- 2021 Burning Heart, Oechsner Galerie, Nürnberg
- 2023 Maler und Alpinisten, Kunststiftung Hohenkarpfen
- 2024 Hello Nature, Germanisches Nationalmuseum, Nürnberg

## Monographien
- 2000 Message in a box, edition HGB, Leipzig
- 2005 sans moi, edition M, Leipzig, ISBN 3-910171-04-4.
- 2007 Spuren, edition M, Leipzig
- 2009 Leichtes Gepäck, Verlag für moderne Kunst Nürnberg, ISBN 978-3-940748-52-2.
- 2011 Don`t fade to grey, Verlag für moderne Kunst Nürnberg, ISBN 978-3-86984-190-8.
- 2014 ALP, Prestel Verlag, München, London, New York, ISBN 978-3-7913-4995-4.
- 2016 HUNDERT, fountain books, Berlin, ISBN 978-3-00-053150-7.
- 2018 earl Y grey, 100for10 books, München
- 2020 ÉTÉ, Kettler Verlag, Dortmund, ISBN 978-3-86206-832-6.
- 2022 Walking Distance, Kettler Verlag, Dortmund, ISBN 978-3-9874100-6-2.
- 2022 Revier, selfpublished, Nürnberg
- 2024 Armin, Edition Metzel, München, ISBN 978-3-948395-09-4.
- 2025 Dahinten gehts nicht weiter, Büro Wilhelm Verlag, Amberg, ISBN 978-3948137908

## Ausstellungen (Auswahl)
- 2004 Bergungen, Galerie Reygers, München
- 2005 Nordschleife, BMW Pavillion, Kapstadt, Südafrika
- 2007 atem, Galerie Johanssen, Berlin
- 2008 Leichtes Gepäck, Fotomuseum München
- 2008 Unter unserem Himmel, Cordonhaus, Cham
- 2009 Koordinaten, Galerie Oechsner, Nürnberg
- 2009 road & romance, Galerie Jordanow, München
- 2010 Stand, Alfred Ehrhardt Stiftung, Berlin
- 2010 Ende Gelände, Galerie Oechsner, Nürnberg
- 2012 berührt geführt, Galerie Kleindienst, Leipzig
- 2014 Caduta Sassi, Galerie Oechsner, Nürnberg
- 2014 pace & parking, Galerie Jordanow, München
- 2014 Letzte Fassung, Kunstverein, Regensburg
- 2021 burning heart, Oechsner Galerie, Nürnberg
- 2025 Vom Bleiben war nie die Rede, Oechsner Galerie, Nürnberg
- 2025 Dahinten gehts nicht weiter, Luftmuseum, Amberg

## Quelle
- Biografie. In: Olaf Unverzart. Galerie Kleindienst.